# Parepilysta granulosa
Parepilysta granulosa là một loài bọ cánh cứng trong họ Cerambycidae.